# Leven, Fife
River Leven är ett vattendrag i Storbritannien.   Det ligger i kommunen Fife och riksdelen Skottland, i den centrala delen av landet, 600 km norr om huvudstaden London.